# Họ Cá nóc
Họ Cá nóc (danh pháp khoa học: Tetraodontidae) là một họ thuộc bộ Cá nóc. Chúng vẫn được coi là động vật có xương sống độc thứ hai trên thế giới, chỉ sau ếch độc phi tiêu vàng. Các nội tạng như gan, và đôi khi cả da của chúng có chứa nhiều độc tố. Chất độc của cá tập trung ở da, ruột, gan, cơ bụng, túi tinh và nhiều nhất ở trứng cá, vì vậy con cái độc hơn con đực và đặc biệt mùa sinh sản, chất độc đó gọi là tetrodotoxin. Đây là một loại độc tố thần kinh cực độc, gấp hơn 1.200 lần so với xyanua. Độc tố của một con cá đủ giết chết 30 người.
Một điều thú vị là bản thân con cá nóc không thể sinh tổng hợp được độc tố; chất tetrodotoxin trong cá nóc là do các vi khuẩn cộng sinh (symbiotic bacteria), chủ yếu là nhóm Pseudomonas và Vibrio vì một vài loại khác sinh tổng hợp ra. Do đó, nếu cá nóc được nuôi dưỡng cách ly thì độc tố không hiện diện.
Bình thường độc tố tồn tại trong cá ở dạng tiền độc tố tetrodomin không độc. Khi cá bị ươn hoặc bị bầm dập, tetrodomin sẽ biến đổi thành tetrodotoxin gây độc. Đun sôi ở nhiệt độ 1.000C trong 6 giờ độc tố tetrodotoxin mới giảm đi 50%, nó chỉ mất đi hoàn toàn khi đun sôi 2.000C trong 10 phút. Vì thế, chúng ta không thể làm mất độc cá nóc bằng cách nấu và chế biến thông thường. Tuy nhiên thịt của một số loài trong họ Cá nóc được coi là cao lương mỹ vị tại Nhật Bản (河豚 nghĩa là "lợn sông"), Hàn Quốc (bok), Trung Quốc (河豚), Việt Nam gọi là cá đùi gà, thường được chế biến bởi những đầu bếp giàu kinh nghiệm, biết được bộ phận nào an toàn để ăn được.
Họ Cá nóc gồm ít nhất 120 loài thuộc 26 chi. Phần lớn các loài sinh sống ở vùng nhiệt đới, khá là hiếm gặp ở vùng ôn đới và hoàn toàn vắng bóng ở địa cực. Chúng có kích thước từ nhỏ đến vừa, mặc dù một vài loài có thể dài đến quá 100 cm.

## Các chi
- Amblyrhynchotes
- Arothron
- Auriglobus
- Canthigaster
- Carinotetraodon
- Chelonodon
- Chonerhinos (gồm cả Xenopterus)
- Colomesus
- Contusus
- Ephippion
- Feroxodon
- Guentheridia
- Javichthys

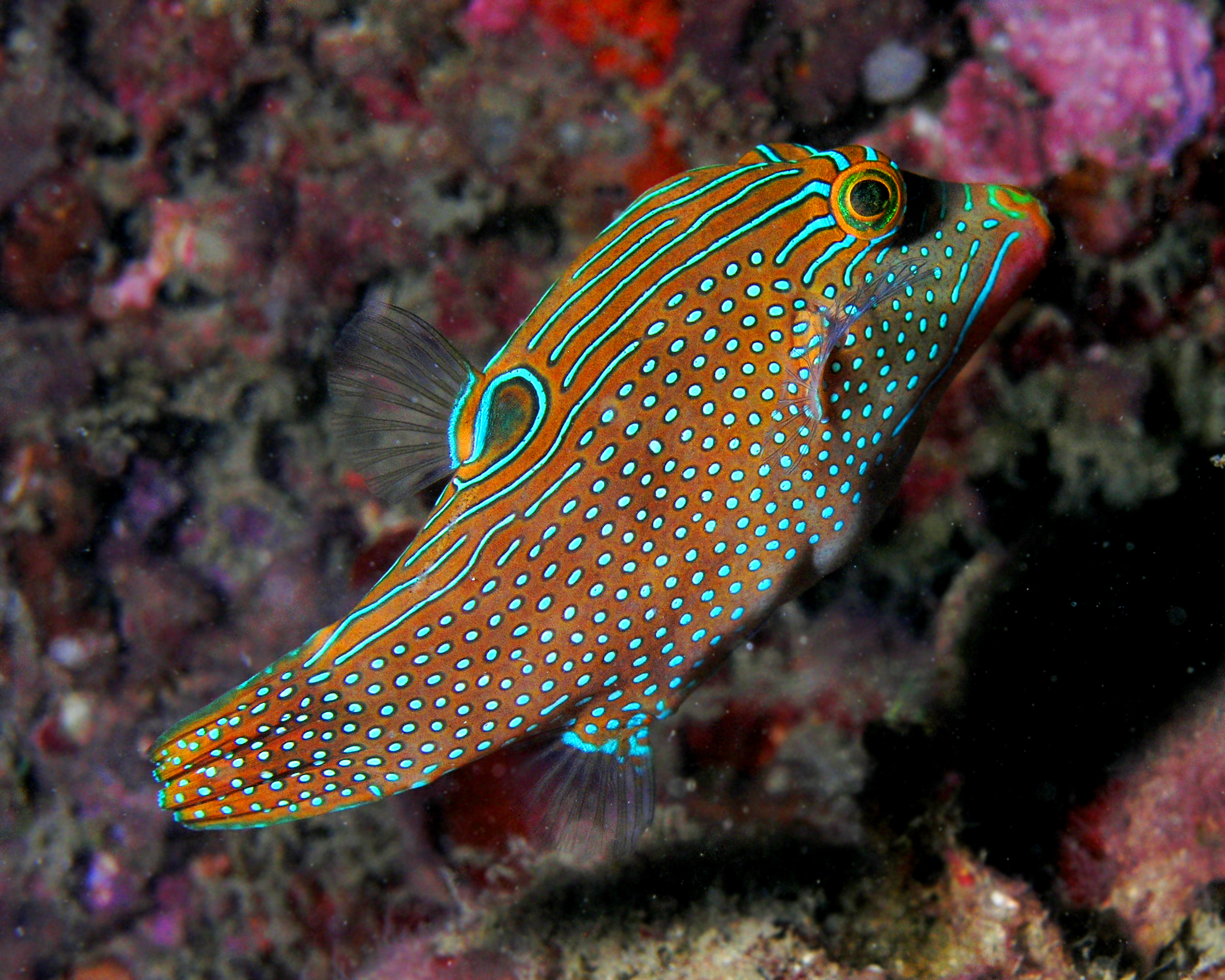
Canthigaster solandri

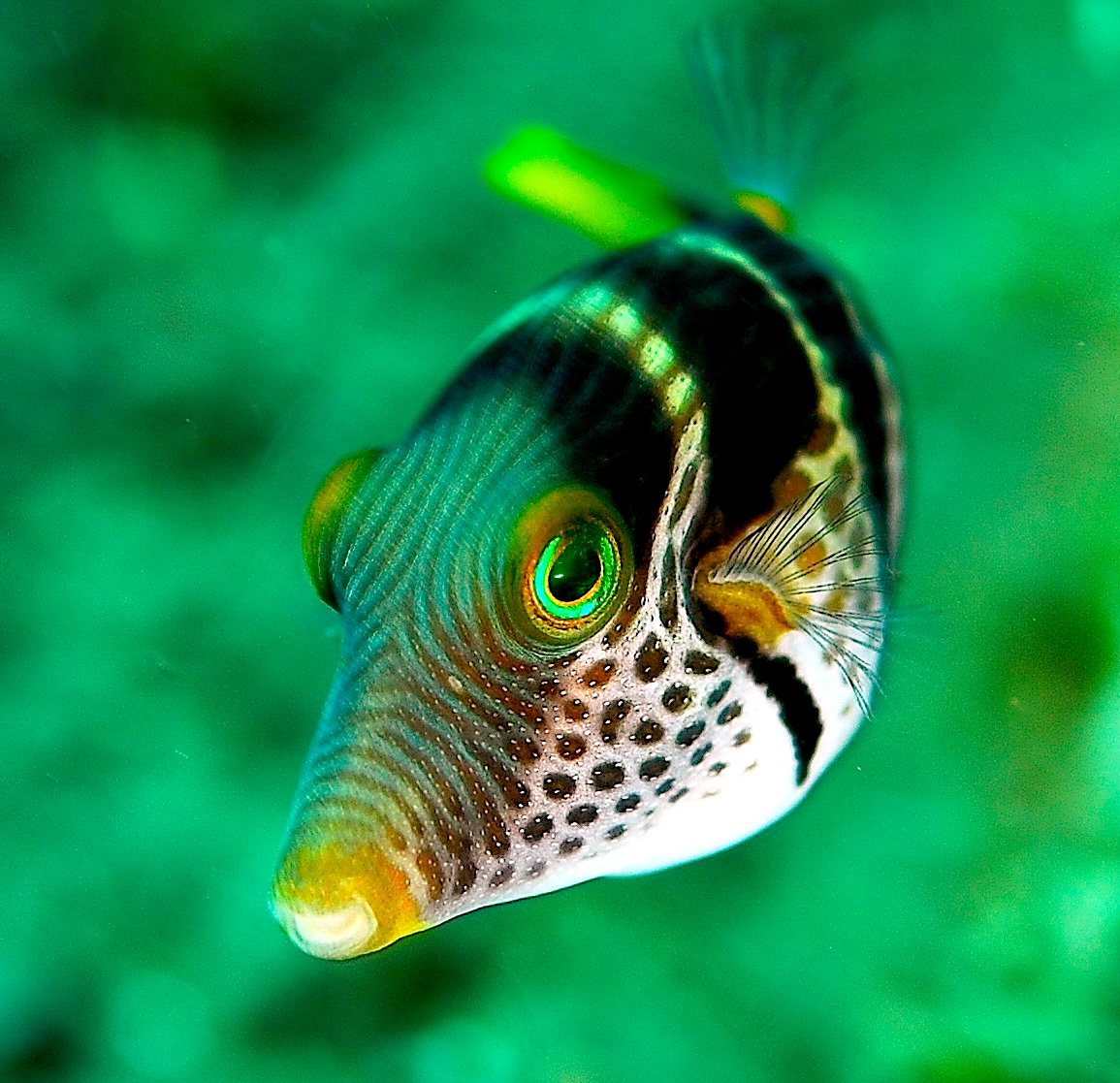
Canthigaster valentini

- Lagocephalus (gồm cả Gastrophysus)
- Marilyna
- Monotrete
- Omegaphora
- Pelagocephalus
- Polyspina
- Reicheltia
- Sphoeroides (gồm cả Liosaccus)
- Takifugu (gồm cả Fugu)
- Tetractenos
- Tetraodon
- Torquigener
- Tylerius